# Histología

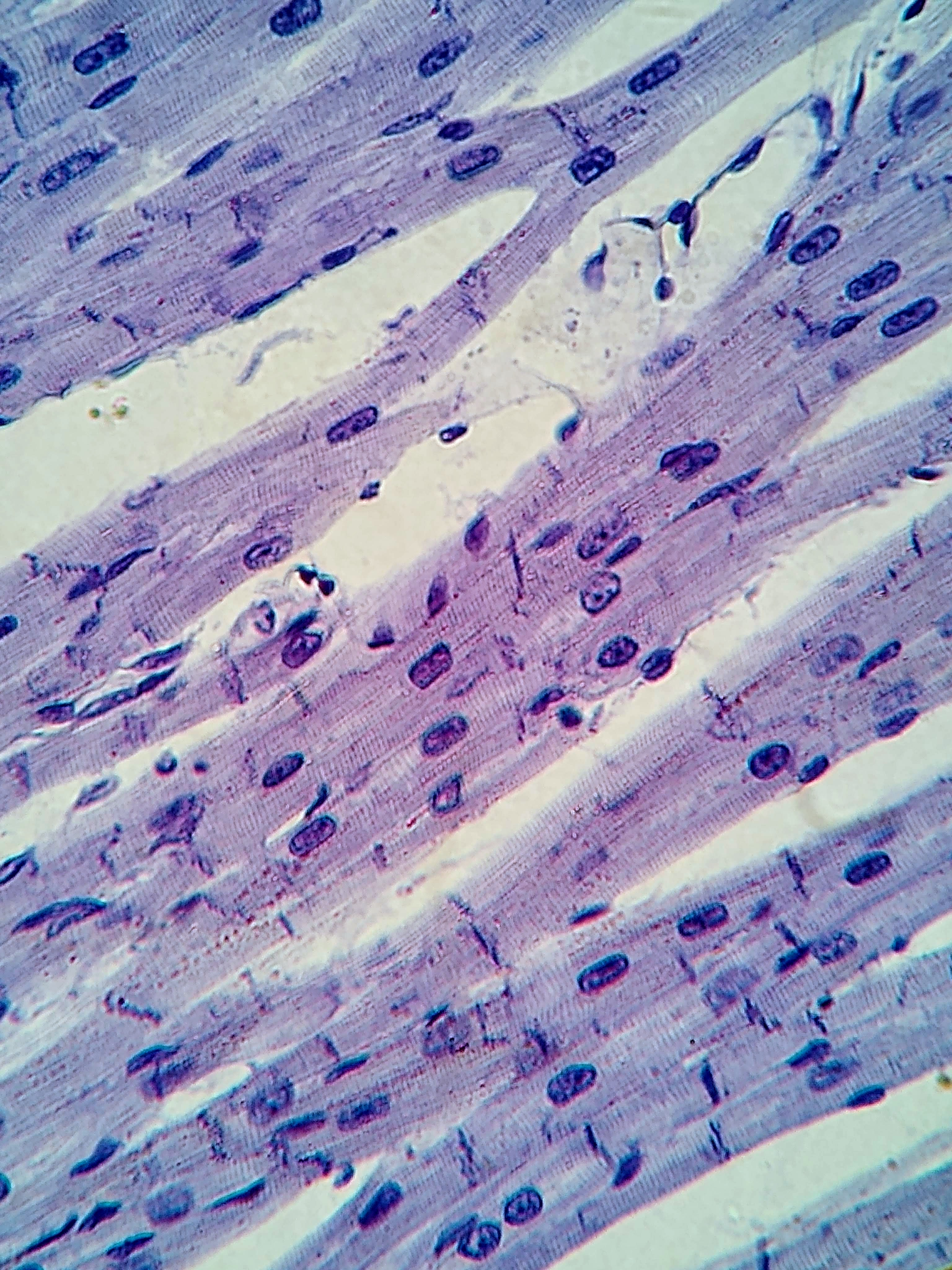
Preparación histológica: músculo cardiaco visto bajo el microscopio óptico (x400)

La histología es la rama de la biología que estudia la composición, la estructura y las características de los tejidos orgánicos de los seres vivos. La histología se relaciona estrechamente con la anatomía microscópica, pues su estudio no se detiene en los tejidos, sino que va más allá, observando también las células interiormente y otros corpúsculos, relacionándose con la bioquímica y la citología. La histología tiene diversas subdivisiones que permiten mejorar el enfoque de estudio. Existe la histología general, que se encarga del estudio de los tejidos básicos y la histología de los sistemas, que se encarga del estudio de la estructura tisular de los aparatos y sistemas; además de existir otros enfoques por regiones como lo es la histología oral que se encarga de realizar la conjunción del enfoque de la histología general y de los sistemas para hablar de una región específica y comprender la composición tisular y desarrollo pudiendo hacer un enfoque mayor hacia el órgano dentario.
Las primeras investigaciones histológicas fueron posibles a partir del año 1600, cuando se incorporó el microscopio a los estudios anatómicos. Marcello Malpighi es el fundador de la histología y su nombre aún está ligado a varias estructuras histológicas. En 1665 se descubre la existencia de unidades pequeñas dentro de los tejidos y reciben la denominación de células. En 1830, acompañando a las mejoras que se introducen en la microscopía óptica, se logra distinguir el núcleo celular. En 1838 se introduce el concepto de la teoría celular.
En los años siguientes, Rudolf Virchow introdujo el concepto de que toda célula se origina de otra célula (omnis cellula ex cellula).
El desarrollo tecnológico moderno de las herramientas de investigación permitió un enorme avance en el conocimiento histológico. Entre ellos podemos citar a la microscopía electrónica, la inmunohistoquímica, la técnica de hibridación in situ. Las técnicas recientes sumadas a las nuevas investigaciones dieron paso al surgimiento de la biología celular.
La histología jamás había tenido la importancia en el plan de estudios de medicina y biología que ha alcanzado hoy día. La histología es el estudio de la estructura microscópica del material biológico y de la forma en que se relacionan tanto estructural y funcionalmente los distintos componentes individuales. Es crucial para la medicina y para la biología porque se encuentra en las intersecciones entre la bioquímica, la biología molecular y la fisiología, por un lado, y los procesos patológicos y sus consecuencias por el otro.
Los histólogos prestan cada día mayor atención a los problemas químicos. Así, por ejemplo, cunde entre ellos la aspiración a determinar con exactitud la composición química de determinadas estructuras de la masa viva, al estudiar las enzimas, iones, proteínas, hidratos de carbono, grasas y lipoides, fermentos, etc., en las células y en los tejidos con el auxilio del microscopio.

## Clasificación

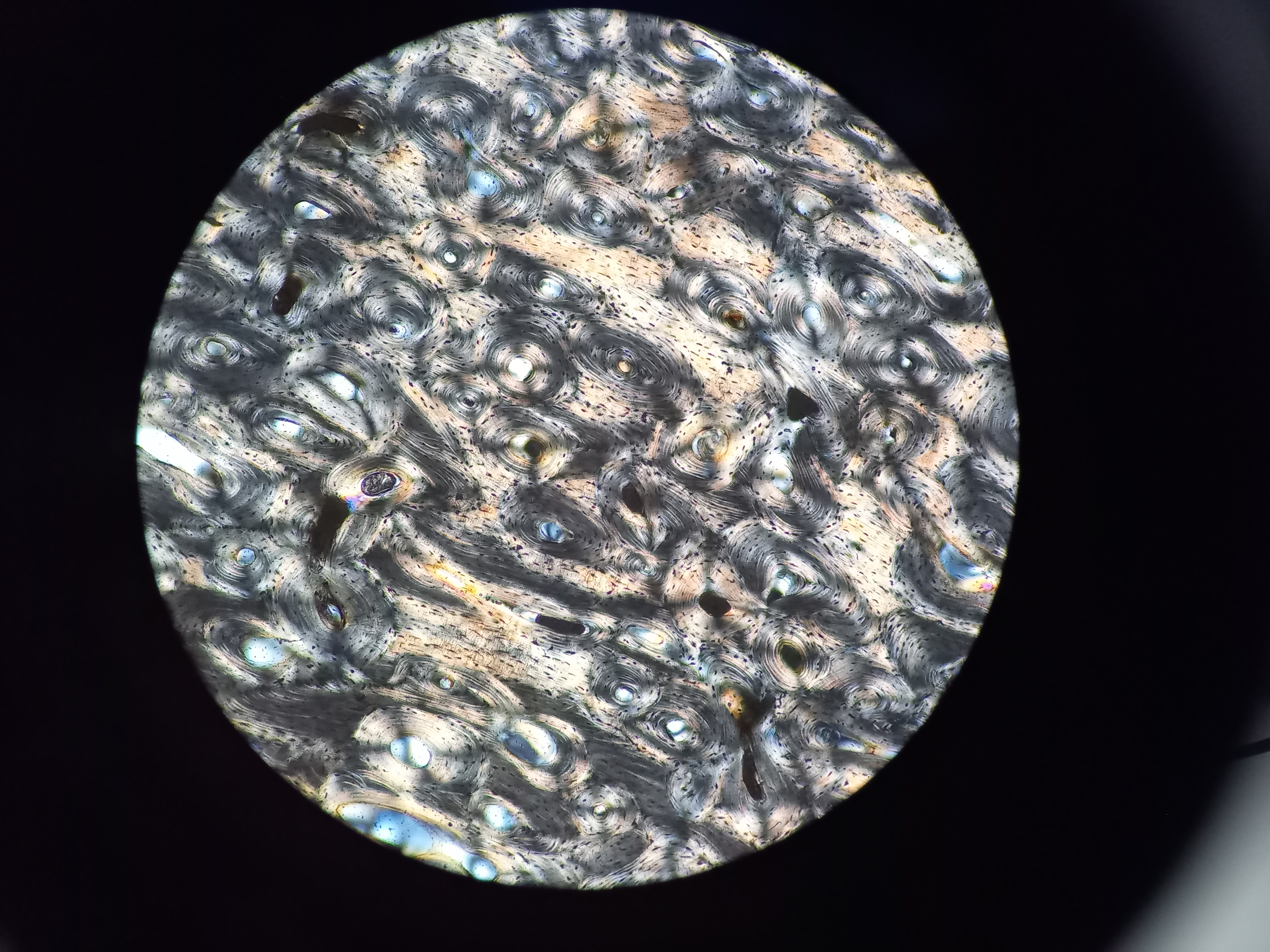
Sección histológica de un fémur humano.

Desde el punto de vista de la biología general de los organismos, la existencia de tejidos (como nivel de organización biológica) solo se reconoce sin discusión en dos grupos de organismos, a saber: las plantas vasculares (parte del reino Plantae) y los metazoos (parte del reino animal). Ésta es la razón por la que se puede afirmar que existen dos disciplinas separadas, a las que se llama histología animal e histología vegetal, cada una con contenidos y técnicas diferenciados.
En la actualidad, los tejidos animales (que incluyen, por supuesto, los humanos) están divididos en cuatro grupos fundamentales, a saber:
- tejido conectivo (que incluye varios tipos tisulares, como el óseo, la sangre)
- tejido epitelial
- tejido muscular
- tejido nervioso

## Historia

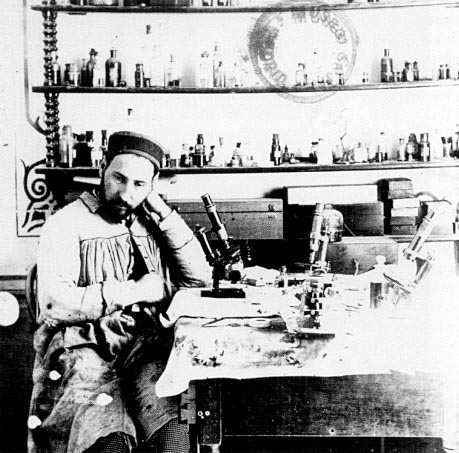
Santiago Ramón y Cajal en su juventud, en su laboratorio.

En el siglo XVII, Marcello Malpighi inventó uno de los primeros microscopios para el estudio de pequeñas entidades biológicas. Analizó varias partes de los órganos de murciélagos, de las ranas y de otros animales con el microscopio y se dio cuenta, al estudiar, por ejemplo, la estructura del pulmón, de la existencia de las membranas alveolares y de conexiones similares a pelos que hay entre las venas y las arterias, que él nombró capilares, descubrimiento que determinó cómo el oxígeno que respiramos entra en el torrente sanguíneo y se distribuye por el cuerpo.
En el siglo XIX, la histología era una disciplina académica por su propio derecho. El Premio Nobel de 1906 de Fisiología y Medicina se otorgó a los histólogos Camillo Golgi y Santiago Ramón y Cajal, cada uno de los cuales tenía diferentes interpretaciones acerca de la estructura neuronal del cerebro, basadas en las mismas imágenes. Cajal ganó el premio por su teoría y Golgi por su técnica de tinción, que hizo posibles dichos estudios.